# Liste der Stolpersteine im Komitat Jász-Nagykun-Szolnok

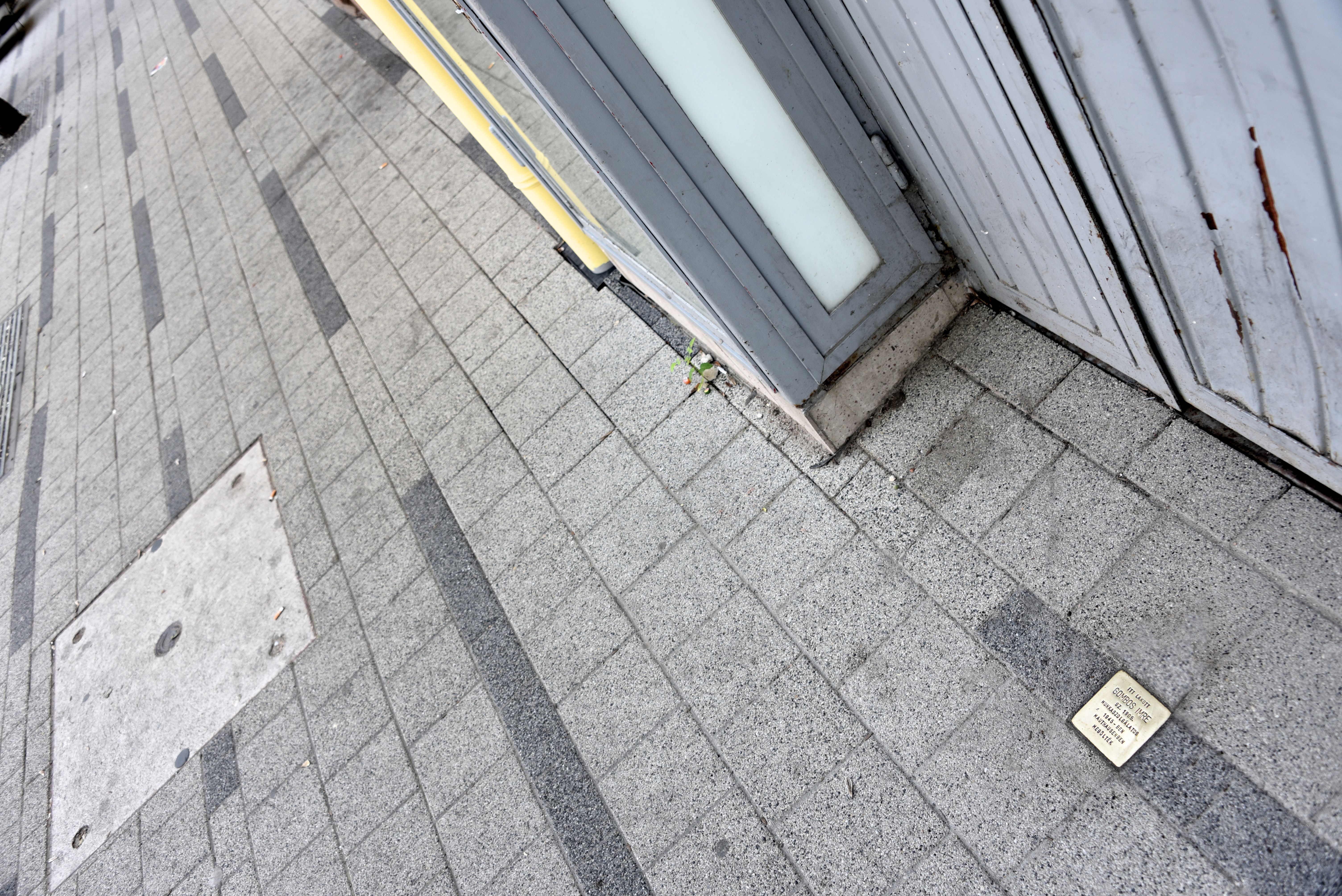
Stolperstein für Imre Gombos in Szolnok

Die Liste der Stolpersteine im Komitat Jász-Nagykun-Szolnok enthält die Stolpersteine, die im Komitat Jász-Nagykun-Szolnok in Zentralungarn verlegt wurden. Stolpersteine erinnern an das Schicksal der Menschen, welche von den Nationalsozialisten ermordet, deportiert, vertrieben oder in den Suizid getrieben wurden. Die Stolpersteine wurden von Gunter Demnig verlegt und liegen im Regelfall vor dem letzten selbstgewählten Wohnsitz des Opfers. Stolpersteine heißen auf Ungarisch Botlatókő. Die bislang einzigen Verlegungen in diesem Komitat fanden im Juni 2007 in Szolnok statt.
Die ungarische Namensschreibung setzt den Familiennamen stets an die erste Stelle.

## Szolnok
In Szolnok wurden drei Stolpersteine an drei Adressen verlegt.
| Stolperstein | Übersetzung                                                                           | Verlegeort      | Name, Leben   |
| ------------ | ------------------------------------------------------------------------------------- | --------------- | ------------- |
|              | HIER WOHNTE DR. LÁSZLÓ BREUER JG. 1894 27. MÄRZ 1944 INTERNIERT IN AUSCHWITZ ERMORDET | Szapáry utca 20 | László Breuer |
|              | HIER WOHNTE IMRE GOMBOS JG. 1905 ZWANGSARBEIT 1945 IN MAUTHAUSEN ERMORDET             | Gábor útca 4    | Imre Gombos   |
|              | HIER WOHNTE BARNA SZABÓ JG. 1892 20. MÄRZ 1944 INTERNIERT IN AUSCHWITZ ERMORDET       | Szapáry utca 9  | Barna Szabó   |

## Verlegedaten
Die Stolpersteine in diesem Komitat wurden von Gunter Demnig persönlich im Juni 2007 verlegt.